# Parafia Matki Boskiej Częstochowskiej w Osinach
Parafia Matki Boskiej Częstochowskiej w Osinach – parafia rzymskokatolicka usytuowana w Osinach. Należy do dekanatu wierzbickiego diecezji radomskiej. 

## Historia
Osiny w średniowieczu stanowiły własność klasztoru cystersów w Wąchocku. Kościół pw. Najświętszej Maryi Panny Częstochowskiej zbudowany został w 1979, staraniem ks. Piotra Skwirowskiego. Poświęcił go 28 września 1980 bp Walenty Wójcik. Parafię erygował 1 września 1989 bp Edward Materski z wydzielonych wiosek parafii Mirzec. Kościół jest wykonany z białej cegły i kamienia ciosowego. 

## Zasięg parafii
Do parafii należą wierni z miejscowości: Osiny, Osiny-Majorat, Osiny-Mokra Niwa.

## Proboszczowie
- 1984–1989 – ks. Marian Czajkowski
- 1989–1992 – ks. Józef Szmajda
- 1992–1998 – ks. Józef Zawadzki
- 1998–1999 – ks. Marian Tomasik
- 1999–2003 – ks. Robert Sionek
- 2003–2011 – ks. Krzysztof Gębusia
- 2011–2021 – ks. Dariusz Maciejczyk
- od 2021 – ks. Jacek Celuch[2]